# Paleis van Prądnik
Het Paleis van Prądnik (Pools: Dworek Białoprądnicki) is een van oorsprong 16e-eeuws paleis in een buitenwijk van Krakau.

## Geschiedenis
Het van oorsprong renaissance paleis is in 1547 door de bisschop Samuel Maciejowski gebouwd als zomerresidentie waar hij ambassadeurs en andere hoogwaardigheidsbekleders kon ontvangen. Ook was het in die tijd een plek waar geleerden en intellectuelen bijeenkomsten konden houden. Het oorspronkelijke gebouw wordt omgeschreven als een rechthoekig blok met een interne kruisvormige gang die vier symmetrisch langs de lengteas geplaatste hoekruimten verdeelt. Het was het eerste paleis in Italiaanse stijl in Polen De Poolse schrijver Łukasz Górnicki heeft het complex gebruikt als inspiratie voor zijn werk Dworzanin Polski.
Het paleis is in de periode 1550-1560 door Andrzej Zebrzydowski uitgebreid. Ook liet hij verdedigingswerken aanleggen. Het paleis is in de vroege 17e eeuw zwaar beschadigd, waarna Piotr Gembicki het complex heeft laten heropbouwen. Het paleis is na de Noordse Oorlog, in de periode 1665-69, door Andrzej Trzebicki opnieuw heropgebouwd en uitgebreid in de laat-barokstijl. De architect die aangesteld was om dit project uit te voeren was Jakub Fontana. Ook Kajetan Sołtyk liet het paleis in de barokstijl renoveren.
Tussen de 18e en 19e eeuw is het paleis vernietigd, heropgebouwd en meerdere malen gereduceerd in grootte. Het huidige complex bestaat uit een 19e-eeuws neoclassicistische landhuis met 18e-eeuwse bijgebouwen.